# Ancylistes biacutus
Ancylistes biacutus là một loài bọ cánh cứng thuộc họ Xén tóc. Loài này được Breuning mô tả năm 1957.